# Ko Rang
Ko Rang (en tailandés: เกาะรัง) es una isla en la parte suroeste del archipiélago de Ko Chang en el borde sureste del Golfo de Tailandia. La isla se levanta a 60 m del nivel del mar en la mayoría de los lugares y tiene pocas playas. En la esquina sureste, la isla ofrece un lugar para anclaje razonable y la Guardia Costera de Tailandia ha desplegado varias boyas de amarre en esta área para los barcos de buceo. Hay un pequeño templo budista en la playa adornada con estatuas para fertilidad fálica. La pequeña isla de Ko Tun se encuentra a través de un estrecho canal hasta el sur, donde los barcos de pesca pueden resguardarse del monzón del suroeste.